# Journal of Chemical Information and Modeling
Journal of Chemical Information and Modeling (habitualmente abreviado como J. Chem. Inf. Model., JCIM), es una revista científica revisada por iguales, publicada desde 1961 por la American Chemical Society. Originalmente recibía el nombre de 'Journal of Chemical Documentation (JCD), perocambió su nombre en 1975 por el de Journal of Chemical Information and Computer Sciences (JCICS) y nuevamente en 2005 cambió para recibir el nombre actual.  
Journal of Chemical Information and Modeling publica artículos sobre nueva metodología y aplicaciones importantes en el campo de la informática química y el modelado molecular. Entre los temas más frecuentes se incluyen: representación de moléculas, búsqueda en bases de datos asistida por ordenador, modelado molecular, diseño molecular de nuevos materiales, catalizadores o ligandos asistido por ordenador, desarrollo de nuevos métodos computacionales o algoritmos eficientes para software químico y química farmacéutica, incluyendo análisis de la actividad biológica, relación cuantitativa estructura-actividad (QSAR) y otros temas relacionados con el descubrimiento de fármacos.  
El factor de impacto de esta revista es 3.738 en 2014, siendo la número 2 de su categoría (Ciencia de ordenadores, Sistemas de información) por el número de citas y el factor de impacto. JCIM está indexada en las bases de datos: CAS, SCOPUS, Proquest, British Library, PubMed, Web of Science, y SwetsWise.
El editor actual es William L. Jorgensen.